# Freiheitsstraße (Bozen)

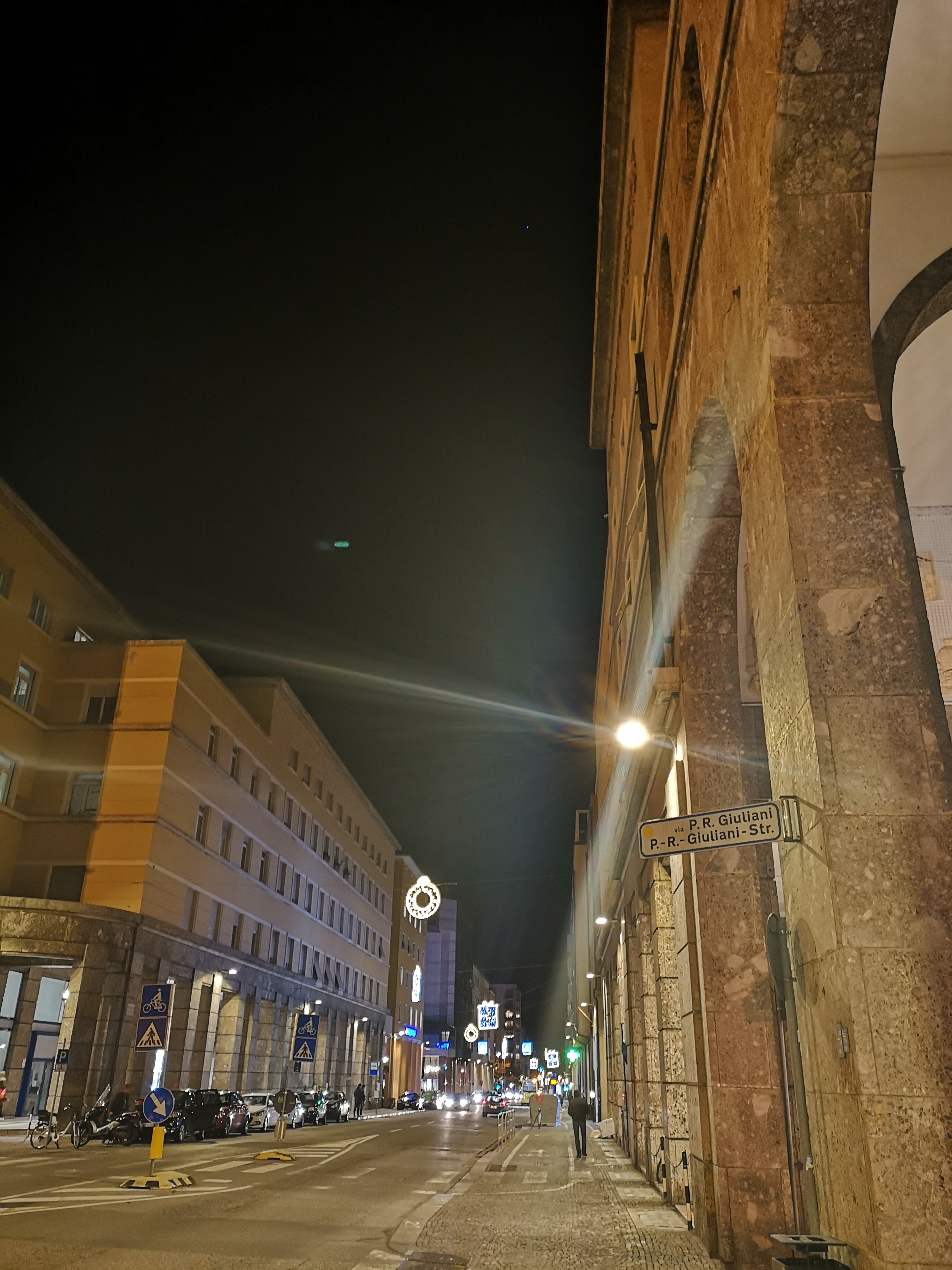
Bozner Freiheitsstraße (Blickrichtung Westen bei Nacht)

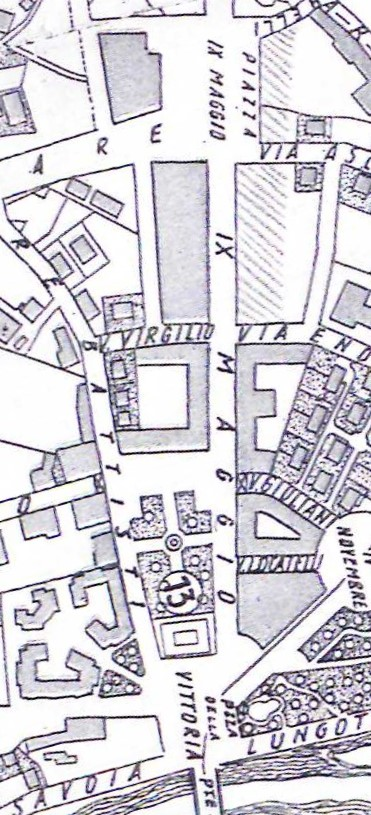
Bozner Stadtplan von 1940 (Ausschnitt, gewestet) mit der faschistischen Straßenbezeichnung Corso IX Maggio

Die Freiheitsstraße (italienisch Corso della Libertà) ist ein monumentaler Boulevard in Bozen, der Landeshauptstadt Südtirols, der in der Zeit des Faschismus angelegt wurde und durch seinen weitgehend einheitlichen Baustil des Rationalismus auffällt.

## Geschichte
Die Freiheitsstraße wurde ab 1935/36 im Kontext der faschistischen Neuplanungen für ein italianisiertes „Groß-Bozen“ gemäß dem Bauleitplan von Marcello Piacentini angelegt und als „bedeutendste Straße von Neubolzano“ angekündigt. Um Platz für die Neuanlage zu gewinnen, wurden einige bereits bestehende Gebäude aus der Zeit der k.u.k. Monarchie niedergelegt, u. a. der Kuendlhof, das Bräuhaus Schwarz und das Hotel Badl. Der ursprüngliche Straßenname lautete „Corso dell’Impero“ bzw. „Corso IX Maggio“, da am 9. Mai 1936 Diktator Benito Mussolini infolge des Eroberungsfeldzugs in Abessinien das italienische Imperium ausgerufen hatte. Während der nationalsozialistischen Besetzung Südtirols 1943/45 wurde der Straßenname auch auf Deutsch als 9.-Mai-Straße beibehalten. Erst nach der Befreiung vom Nazifaschismus 1945 erhielt die Straße ihren heutigen Namen, der ausdrücklich auf den Untergang der faschistischen Diktaturen Bezug nimmt.

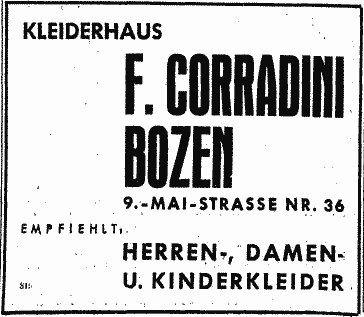
Annonce im nationalsozialistischen Bozner Tagblatt vom 8. Juli 1944 mit der Nennung der 9.-Mai-Straße

Die axial konzipierte Straße verbindet die Talferbrücke und das Areal des Siegesdenkmals am Siegesplatz auf gerader Linie mit dem Grieser Platz. Mittig wird die Straße vom heutigen Mazziniplatz unterbrochen, an dem sich das Funkhaus von Rai Südtirol befindet. Der östliche Ausgangspunkt der Straße rund um das Siegesdenkmal bildete in der Intention der faschistischen Planungen das „Siegesforum“, das von den bühnenartig wirkenden Bauten des Istituto Nazionale Assicurazioni, einer staatlichen Versicherungsanstalt, und des INPS, des Nationalinstituts für Soziale Fürsorge, flankiert wird, die von den Architekten Paolo Rossi de Paoli und Michele Busiri Vici entworfen wurden.
Das ehemalige zentrale Gebäude des Boulevards war der „Palast des Tourismus“ (späteres „Corso-Kino“), 1938/40 errichtet nach Entwurf des aus Verona gebürtigen Architekten Armando Ronca. Aus Gründen der Bauspekulation wurde der ästhetisch qualitätvolle Bau 1988 abgerissen und mit anonymer Funktionsarchitektur ersetzt.